# Somebody to Love (bài hát của Queen)
"Somebody to Love" là một bài hát của ban nhạc Queen, do Freddie Mercury sáng tác và được phát hành vào năm 1976 trong album A Day at the Races.
Cũng giống như bài "Bohemian Rhapsody", một bài hát kinh điển trong album trước của ban nhạc, bài hát này có các lớp âm thanh và giọng khác nhau, điều này dựa trên việc sắp xếp hợp xướng của nhạc gospel. Đây là bản rock ballad mà các thành viên như Freddie Mercury, Brian May và Roger Taylor đã cùng hoà âm của mình để tạo nên ấn tượng một dàn hợp hướng có 100 giọng ca. Lời của bài hát được viết khá phù hợp với loại nhạc gospel, đã tạo nên một bài hát nói về niềm tin với Chúa, sự tuyệt vọng và tìm kiếm tâm hồn; các câu hỏi của người hát nói về sự thiếu vắng tình yêu trong cuộc sống của anh ta và những quy luật và sự tồn tại của Chúa. Vẫn theo phong cách ghi-ta của Queen, bài hát còn được hòa âm khá phức tạp và có đoạn sô lô của tay ghi ta Brian May, bài hát đã đứng thứ 2 trong bảng xếp hạng của Anh và đứng thứ 11 ở Mỹ.
Brian May đã nói rằng bài hát đã có ảnh hưởng từ âm nhạc của Aretha Franklin.
Vào Buổi công diễn kỷ niệm Freddie Mercury năm 1992, bài hát đã được George Michael hát và sau đó đã được tái phát hành vào năm 1993 trong đĩa EP có tên là Five Live và đã được xếp thứ nhất ở Anh.
"Somebody to Love" cũng đã được Queen biểu diễn cùng với Elton John là giọng ca chủ đạo trong một buổi diễn ở Paris vào tháng 1 năm 1997. Phiên bản này cũng có trong album Greatest Hits III phát hành năm 1999.

## Phiên bản hát lại
- Vào năm 2004, "Somebody to Love" có trong phim Ella Enchanted, do Anne Hathaway trình bày.